# رایت اید

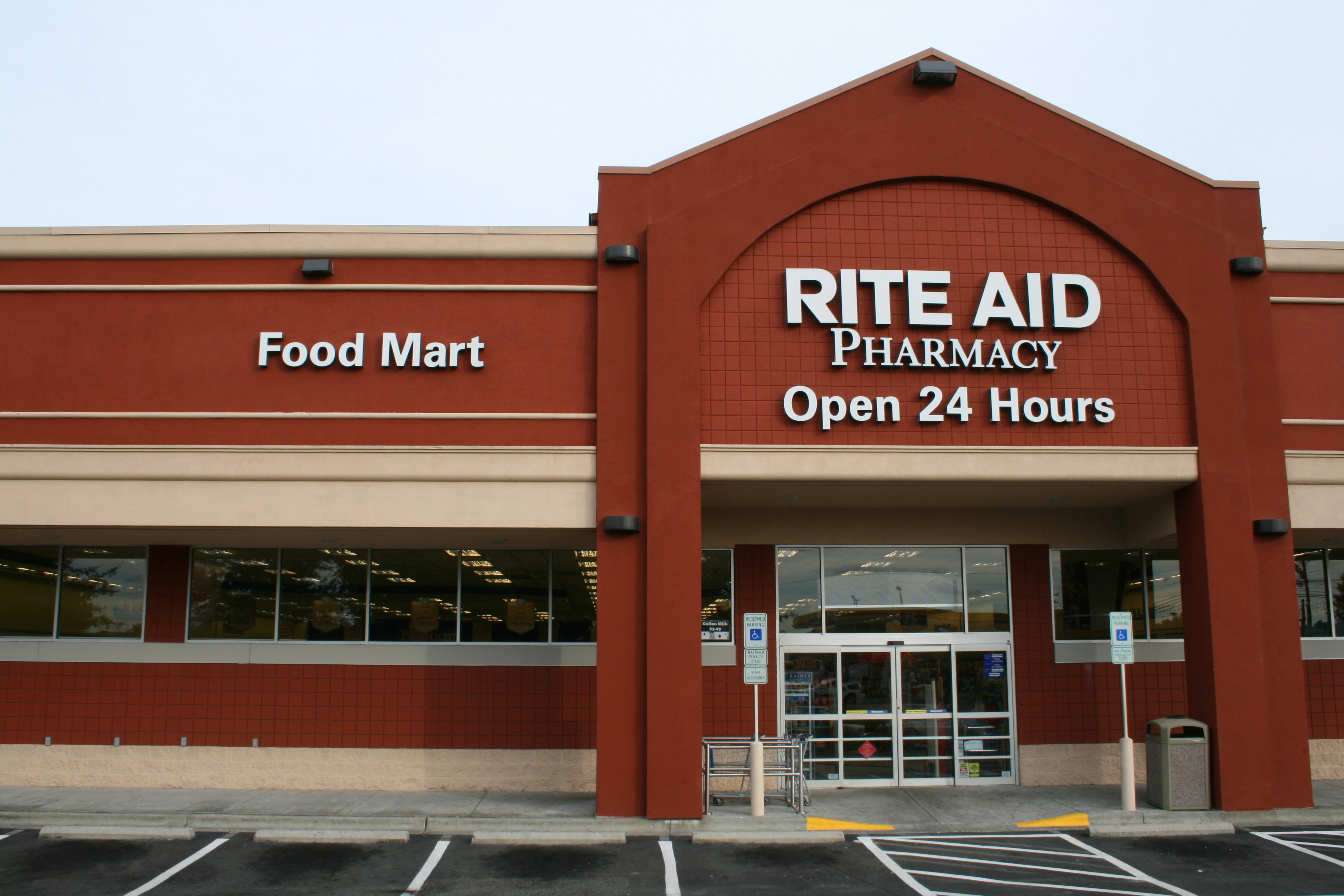
شعبه‌ای از داروخانه‌های رایت اید در دورهام، کارولینای شمالی

رایت اِید (به انگلیسی: Rite Aid) شرکت داروخانه‌های زنجیره‌ای آمریکایی است، که هم‌اکنون پس از سی‌وی‌اس کرمارک و والگرینز به‌عنوان سومین داروخانه زنجیره‌ای ایالات متحده شناخته می‌شود.
شرکت رایت اید در سال ۱۹۶۲ توسط الکس گرس در اسکرانتون، پنسیلوانیا راه‌اندازی شد و در حال حاضر دارای ۴٫۶۲۳ شعبه داروخانه در سراسر ایالات متحده آمریکا می‌باشد.
دفتر مرکزی این شرکت در شهر است پنزبرو، پنسیلوانیا قرار دارد و سهام آن در بازار بورس نیویورک معامله می‌شود. رایت اید در سال ۲۰۱۳ در فهرست فرچون ۵۰۰ رتبه ۱۰۰ از بزرگترین شرکت‌های ایالات متحده آمریکا را به خود اختصاص داد.